# Dolmen de les Morelles
El Dolmen de les Morelles és un dolmen situat al terme municipal d'Espolla, (Alt Empordà), inclòs a l'Inventari del Patrimoni Arqueològic i Paleontològic de Catalunya.
Forma part dels Dòlmens d'Espolla, situat en el paratge de les Morelles o de la Mina, a uns 3 km del centre urbà en direcció nord. Està situat a 350 ± 10 metres d'altitud.
De lloses de pissarra, és bastit en terreny amb fort pendent. Es tracta d'un sepulcre megalític d'inhumació restringida, reutilitzable des de la vora del túmul. Presenta una cambra trapezoïdal i corredor de lloses i paret seca (mixt). S'hauria atrinxerat en el mateix terreny pel costat oest i en un túmul artificial de tendència circular, potençat vers l'est, amb un peristàtil de blocs ajaguts, avui desaparegut. L'orientació de l'entrada és de 170º±5º i caldria situar-lo cronològicament vers el 3200-2700 aC.
Aquest dolmen va ésser identificat l'any 1970 per Andreu Mach i Pujol, pastor d'Espolla, que ho comunicà a Joan Calverol i Puquet i Joan Bosch i Abella els quals en donaren notícia.
Fou primerament publicat per B. Trèmols en una notícia a "La Vanguardia" el 23-3-1971 i excavat el 1971 per Joan Ruiz i Solanes. També fou excavat el 1980 per Josep Tarrús i Galter, Júlia Chintilla i Sánchez, Josep Castells i Camp, i Rosó Vilardell i Pasqual.
El 1997 el GESEART va realitzar obres de consolidació i restauració i es va recol·locar la coberta al seu lloc original, ja que estava caiguda al costat del monument.Li han fet 3 excavacions arqueològiques:Els anys 1971,1980 i 1988.L'Any 1971 es va trobar un os de 4cm.,no determinable si era humà.

## Localització
Des d'Espolla cal prendre un camí fins al veïnat dels Vilars, on arribarem després de 2 km. en direcció nord. Des del veïnat cal enfilar-se per la pista que voreja el puig Castellar pel costat oriental.Passats 1,5 km,seguirem per un camí que baixa en direcció est fins que,al cap de 275m. veurem el megalit.